# Dwight King
Dwight King (né le 5 juillet 1989 à Meadow Lake, dans la province de la Saskatchewan au Canada) est un joueur professionnel canadien de hockey sur glace. Il évolue au poste d'ailier.

## Carrière de joueur
Il évolue au niveau junior dans la Ligue de hockey de l'Ouest avec les Hurricanes de Lethbridge avant d'être repêché par les Kings de Los Angeles au 109e rang lors du quatrième tour du repêchage d'entrée dans la LNH 2007. 
Après avoir joué deux autres saisons avec les Hurricanes, il devient professionnel en 2009-2010 et partage la saison entre le Reign d'Ontario dans l'ECHL et les Monarchs de Manchester dans la LAH, qui sont tous deux des équipes affiliées aux Kings.
Durant la saison 2010-2011 où il joue majoritairement avec les Monarchs, il est rappelé par les Kings pour y faire ses débuts dans la LNH, le 17 novembre 2010 contre les Blue Jackets de Columbus, et joue six parties avec l'équipe. La saison suivante, il joue encore une fois la majorité de la saison dans la LAH mais participe à 27 rencontre avec les Kings. Durant cette saison, il remporte la Coupe Stanley avec les Kings après avoir vaincu les Devils du New Jersey en finale des séries éliminatoires.
Joueur régulier avec les Kings depuis la saison 2012-2013, il remporte une deuxième coupe avec l'équipe en 2014 lorsque l'équipe bat les Rangers de New York en finale.
Durant la saison 2016-2017, il est échangé le 1er mars aux Canadiens de Montréal contre un choix de quatrième tour au repêchage de 2018.

## Statistiques
| Saison     | Équipe                      | Ligue      |     | Saison régulière | Saison régulière | Saison régulière | Saison régulière | Saison régulière |    | Séries éliminatoires | Séries éliminatoires | Séries éliminatoires | Séries éliminatoires | Séries éliminatoires |
| Saison     | Équipe                      | Ligue      | PJ  | B                | A                | Pts              | Pun              | PJ               | B  | A                    | Pts                  | Pun                  |                      |                      |
| 2004-2005  | Hurricanes de Lethbridge    | LHOu       | 7   | 0                | 0                | 0                | 2                | 4                | 0  | 0                    | 0                    | 2                    |                      |                      |
| 2005-2006  | Hurricanes de Lethbridge    | LHOu       | 68  | 8                | 8                | 16               | 22               | 6                | 0  | 0                    | 0                    | 6                    |                      |                      |
| 2006-2007  | Hurricanes de Lethbridge    | LHOu       | 62  | 12               | 32               | 44               | 39               | -                | -  | -                    | -                    | -                    |                      |                      |
| 2007-2008  | Hurricanes de Lethbridge    | LHOu       | 72  | 34               | 35               | 69               | 56               | 19               | 8  | 6                    | 14                   | 12                   |                      |                      |
| 2008-2009  | Hurricanes de Lethbridge    | LHOu       | 64  | 25               | 35               | 60               | 51               | 11               | 1  | 7                    | 8                    | 2                    |                      |                      |
| 2009-2010  | Reign d'Ontario             | ECHL       | 20  | 4                | 5                | 9                | 9                | -                | -  | -                    | -                    | -                    |                      |                      |
| 2009-2010  | Monarchs de Manchester      | LAH        | 52  | 10               | 16               | 26               | 42               | 16               | 2  | 7                    | 9                    | 4                    |                      |                      |
| 2010-2011  | Monarchs de Manchester      | LAH        | 72  | 24               | 28               | 52               | 58               | 7                | 2  | 3                    | 5                    | 2                    |                      |                      |
| 2010-2011  | Kings de Los Angeles        | LNH        | 6   | 0                | 0                | 0                | 2                | -                | -  | -                    | -                    | -                    |                      |                      |
| 2011-2012  | Monarchs de Manchester      | LAH        | 50  | 11               | 18               | 29               | 20               | -                | -  | -                    | -                    | -                    |                      |                      |
| 2011-2012  | Kings de Los Angeles        | LNH        | 27  | 5                | 9                | 14               | 10               | 20               | 5  | 3                    | 8                    | 13                   |                      |                      |
| 2012-2013  | Monarchs de Manchester      | LAH        | 28  | 5                | 12               | 17               | 13               | -                | -  | -                    | -                    | -                    |                      |                      |
| 2012-2013  | Kings de Los Angeles        | LNH        | 47  | 4                | 6                | 10               | 11               | 18               | 2  | 3                    | 5                    | 2                    |                      |                      |
| 2013-2014  | Kings de Los Angeles        | LNH        | 77  | 15               | 15               | 30               | 18               | 26               | 3  | 8                    | 11                   | 20                   |                      |                      |
| 2014-2015  | Kings de Los Angeles        | LNH        | 81  | 13               | 13               | 26               | 21               | -                | -  | -                    | -                    | -                    |                      |                      |
| 2015-2016  | Kings de Los Angeles        | LNH        | 47  | 7                | 6                | 13               | 24               | 5                | 0  | 1                    | 1                    | 2                    |                      |                      |
| 2016-2017  | Kings de Los Angeles        | LNH        | 63  | 8                | 7                | 15               | 10               | -                | -  | -                    | -                    | -                    |                      |                      |
| 2016-2017  | Canadiens de Montréal       | LNH        | 17  | 1                | 0                | 1                | 2                | 6                | 0  | 0                    | 0                    | 0                    |                      |                      |
| 2017-2018  | Avtomobilist Iekaterinbourg | KHL        | 49  | 6                | 8                | 14               | 12               | 3                | 0  | 1                    | 1                    | 4                    |                      |                      |
| 2018-2019  | Graz 99ers                  | EBEL       | 54  | 10               | 32               | 42               | 16               | -                | -  | -                    | -                    | -                    |                      |                      |
| 2019-2020  | Graz 99ers                  | EBEL       | 26  | 6                | 8                | 14               | 8                | -                | -  | -                    | -                    | -                    |                      |                      |
|            |                             |            |     |                  |                  |                  |                  |                  |    |                      |                      |                      |                      |                      |
| 2021-2022  | Meadow Lake Broncos         | SASHL      | 10  | 7                | 18               | 25               | 0                | 3                | 1  | 1                    | 2                    | 0                    |                      |                      |
| 2022-2023  | Meadow Lake Broncos         | SASHL      | 6   | 4                | 15               | 19               | 2                | 11               | 2  | 16                   | 18                   | 12                   |                      |                      |
| Totaux LNH | Totaux LNH                  | Totaux LNH | 365 | 53               | 56               | 109              | 98               | 75               | 10 | 15                   | 25                   | 37                   |                      |                      |

### En équipe nationale
| Année | Équipe           | Compétition                      |   | PJ | B | A | Pts | Pun           |  | Résultat |
| 2005  | Canada Ouest U17 | Défi mondial des moins de 17 ans | 6 | 0  | 0 | 0 | 0   | Médaille d'or |  |          |